# Scarabaeus licitus
Scarabaeus licitus là một loài bọ cánh cứng trong họ Bọ hung (Scarabaeidae).